# Saurida nebulosa
Anoli nuageux, Anoli grêle, Poisson-lézard nébuleux
Espèce
Statut de conservation UICN

 LC 02 mars 2015 : Préoccupation mineure
Saurida nebulosa, l’Anoli nuageux, l’Anoli grêle ou encore le Poisson-lézard nébuleux, est une espèce de poissons de la famille des Synodontidae.
L'espèce était également autrefois appelée Sauride nuageux.

## Systématique
L'espèce Saurida nebulosa a été décrite pour la première fois en 1850 par l'ichtyologue français Achille Valenciennes.

## Distribution
Cette espèce se trouve dans les océans Indien et Pacifique, plus particulièrement au large du Mozambique, de l'île Maurice, de la Nouvelle-Guinée, de Mayotte, de la Nouvelle-Calédonie, de l'Indonésie, de l'Australie et de Tahiti.

## Description
Saurida nebulosa peut mesurer jusqu'à 16,5 cm.
Cette espèce se trouve principalement sur le plancher océanique au large, à des profondeurs variant généralement de 2 à 60 m.

## Étymologie
Son épithète spécifique, nebulosa, « nuageux » fait référence aux points sur l'ensemble du corps, qui valent aussi à l'espèce.

## Comportement

### Parasites
Saurida elongata héberge des endoparasites cestodes comme Oncodiscus sauridae

## Écologie et environnement

### Utilisation commerciale
Saurida nebulosa fait partie des espèces pêchées et consommées par l'être humain.

## Publication originale
- Georges Cuvier, Histoire naturelle des poissons (œuvre écrite).